# Доброхотовка
Доброхотовка — деревня в Хиславичском районе Смоленской области России. Входит в состав Печерского сельского поселения. Население — 9 жителей (2007 год). 
Расположена в юго-западной части области в 15 км к юго-востоку от Хиславичей, в 16 км западнее автодороги А141 Орёл — Витебск, на берегу реки Трахотинка. В 16 км восточнее деревни расположена железнодорожная станция Стодолище на линии Смоленск — Рославль. 

## История
Отмечена на планах 1780-1790 годов .
В 1859 году деревня с 12 дворами и 104 жителями..
В 1926 году в деревне 48 дворов .
В годы Великой Отечественной войны деревня была оккупирована гитлеровскими войсками в июле 1941 года, освобождена в сентябре 1943 года.
В 1978 году входила в Комаровский сельсовет .